# Corick
Corick (irisch Comhrac, deutsch „Zusammentreffen“) ist ein Fundplatz von Steinkreisen und -reihen und der Name eines Townlands in der Civil parish Ballynascreen im District Mid Ulster, im County Londonderry in Nordirland. Es gibt fünf Kreise (einer mit einem großen Menhir in der Mitte) und drei besser erhaltene Steinreihen. 
Die Steinkreise und die meist fast genau in Nord-Süd orientierten Steinreihen liegen in der Nähe eines Baches etwa 2,0 km nordöstlich vom Court Tomb von Ballybriest. Drei sind gut erhalten und bestehen aus Steinen mit Höhen von 0,3 bis 1,6 m. Innerhalb einer Reihe befinden sich zwei große Steine, die die Reste eines Grabes sein können. Die Reste eines Steinkreises, von dem nur sechs Steine auf der Westseite und mit einem großen zentralen Stein überlebten ligen im Nordwesten. 400 Meter südlich befindet sich das Dorf Corick. Weitere 400 Meter südlich befinden sich Reste von Bienenkorbhütten (auf der Karte als Standing Stones markiert).